# かけら -総べての想いたちへ-
「かけら -総べての想いたちへ-」（かけら -すべてのおもいたちへ-）は、日本のロックバンド、NICO Touches the Wallsのシングル。キューンレコードより2009年11月4日発売。

## 解説
- 前作より3か月ぶり、2ndアルバム「オーロラ」の先行シングルとなった。
- PV・ジャケットには、タイアップの縁もあり向井理が起用されている。
- 初回仕様は黒ジャケット、シークレットライブ応募券付きステッカー封入。通常盤は白ジャケット。また、通常盤の初回出荷分にもステッカーは封入されている。
- 2009年12月6日放送の「情熱大陸」にて、音楽プロデューサーでベーシストの亀田誠治に本作の編曲を依頼し、共同制作する様子が収録された。

## 収録曲
全作詞・作曲：光村龍哉
1. かけら -総べての想いたちへ- (4:36)
（編曲：Seiji Kameda, NICO Touches the Walls）
読売テレビ・日本テレビ系ドラマ「傍聴マニア09〜裁判長!ここは懲役4年でどうすか〜」主題歌
バンドにとってドラマ主題歌は初めてである。
2. Aurora (Prelude) (4:13)
（編曲：Seiji Kameda, NICO Touches the Walls）
3. ホログラム (live ver.@2009/06/20 日比谷野外大音楽堂) (BONUS TRACK) (4:26)
（編曲：NICO Touches the Walls）